# مورین کارانزا
مورین آن شی کارانزا (زادهٔ ۱۱ ژانویه ۱۹۸۱) یک بوکسور حرفه‌ای آمریکایی است. او عنوان قهرمانی موقت سبک‌وزن شورای جهانی بوکس را در سال ۲۰۱۱ و عنوان قهرمانی فوق بنتام‌وید فدراسیون بین‌المللی بوکس را از سال ۲۰۱۴ تا ۲۰۱۵ در اختیار داشت. همچنین، او در سال ۲۰۰۹ برای کسب عنوان قهرمانی فوق سبک‌وزن اتحادیه جهانی بوکس به مبارزه پرداخت. مورین به دلیل اینکه حریف تمرینی اصلی هیلاری سوانک در آماده‌سازی برای فیلم محبوب میلیون دلاری بود، به «محبوب میلیون دلاری واقعی» مشهور است.

## اوایل زندگی
مورین در برانکس، نیویورک به دنیا آمد و بزرگ شد. او که در سال ۱۹۸۱ متولد شده، تحت تربیت پدری ایرلندی و سخت‌گیر که اکنون بازنشسته شده و کارآگاه اداره پلیس نیویورک سیتی بوده، پرورش یافت. مادر مورین که اصالتی مکزیکی دارد، در صنعت خطوط هوایی فعالیت می‌کرد و این امر باعث شد مورین به‌طور مکرر سفر کند. مورین بخش زیادی از کودکی خود را بین برانکس و گوادالاخارا، مکزیک سپری کرد. در مسابقات آماتوری، مورین به دلیل توانایی‌های بوکس خود شناخته شده و مورد احترام بود. او ابتدا در باشگاه ان‌وای‌بی‌جی تحت آموزش لوئیجی اولسی قرار گرفت و بعدها به گلیسونز منتقل شد تا با هکتور روکا، مربی سرشناس، تمرین کند. رشد و آمادگی مورین برای ورود به دنیای بوکس حرفه‌ای به تدریج اتفاق افتاد.
در سال ۲۰۰۴، زمانی که هیلاری سوانک برای آماده‌سازی فیلم محبوب میلیون دلاری به دنبال هکتور روکا آمد، روکا، سوانک را با مورین آشنا کرد. مورین حریف تمرینی اصلی هیلاری برای آماده‌سازی او در این فیلم بود. هنگامی که رسانه‌های بین‌المللی متوجه شدند که سوانک در تمامی مسابقات آماتور مورین حضور داشته، توجه‌ها به سمت مورین جلب شد. اما این مهارت‌های بوکس مورین بود که توجهات را بیشتر به خود جلب کرد.
از القاب او می‌توان به «بمب‌افکن برانکس»، «محبوب میلیون دلاری واقعی» و «مو» اشاره کرد.

## حرفه حرفه‌ای
مورین شی، قهرمان سابق دسته بنتام‌وید فدراسیون بین‌المللی بوکس، قهرمان سبک‌وزن و قهرمان موقت دسته سبک‌وزن شورای جهانی بوکس است. شی یکی از برترین بوکسورهای حرفه‌ای زن در جهان محسوب می‌شود.

### قهرمانی فوق سبک‌وزن اتحادیه جهانی بوکس
در فوریه ۲۰۰۹، مورین اولین شانس خود برای کسب عنوان جهانی را در مقابل کینا مالپارتیدا از دست داد. این مبارزه در سالن مدیسون اسکوئر گاردن در نیویورک برگزار شد.

### قهرمانی موقت سبک‌وزن شورای جهانی بوکس
در ۱۲ دسامبر ۲۰۱۱، شی با شکست دیانا آیالا از کلمبیا، عنوان قهرمانی موقت سبک‌وزن شورای جهانی بوکس را به‌دست‌آورد. این مبارزه در ورزشگاه سن‌تناریو در لوس موچیس، سینالوآ، مکزیک برگزار شد.

### قهرمانی سبک‌وزن
در ۱۵ مارس ۲۰۱۴، شی در مسابقه‌ای در آلبرکرکی، نیومکزیکو، با شکست نوحیمه دنیسون در یک رویداد ورزشی در آکس‌نارد، کالیفرنیا، عنوان قهرمانی سبک‌وزن را به دست آورد.

### قهرمانی سبک‌وزن فدراسیون بین‌المللی بوکس
در ۱۱ ژوئیه ۲۰۱۴، شی با شکست آنجل گلادنی از کارولینای جنوبی در یک رویداد ورزشی، عنوان قهرمانی دسته بنتام‌وید فدراسیون بین‌المللی بوکس را به دست آورد. این مبارزه تاریخی بود چرا که اولین مسابقه جهانی بوکس در ونکوورا کانتی برگزار شد.
مورین از عنوان جهانی بنتام‌وید خود در مبارزه‌ای در برابر شین موزلی و ریکاردو مایورگا در ۲۹ اوت ۲۰۱۵ دفاع کرد. پس از آن نیز در مبارزه‌ای دیگر در برابر یولی‌هان لونا از مکزیک، بار دیگر از عنوان قهرمانی خود، دفاع کرد. این مبارزه با نتیجه مساوی به پایان رسید و اولین باری بود که بعد از یک دهه، یک مبارزه بوکس زنان در برنامه «پرداخت به ازای مشاهده» نمایش داده شد.
مورین سه بار در سالن مدیسون اسکوئر گاردن مبارزه کرده و با اسپانسرهای تراز اولی چون تاپ رنک و استار بوکسینگ همکاری کرد. او اولین زن بوکسوری بود که در سری مسابقات بوکس برادوی در برابر لو دی‌بلا مبارزه کرد. مسابقات او به صورت پرداخت به ازای مشاهده، از شبکه‌های تلویزیونی آزتکا، تلموندو، شبکه مدیسون اسکوئر گاردن و اس‌ان‌وای پخش شده‌اند.
او دارای رکورد ۲۹ پیروزی و ۲ شکست (۱۳ پیروزی با ناک‌اوت) است.